# 티노스
티노스(tinnos, 대표 이상락)는 대한민국의 자동차 부품 기업으로, Connected IVI(In-Vehicle Infotainment) 제품을 개발, 생산, 100% 해외로 수출하는 전자/정보 통신 전문 회사이다.
최근 3년간 약 1,500억원의 수출 및 수입대체, 자동차와 IT의 융합 발전, 국내 공장 신설에 따른 지역 사회 고용 창출에 기여한 공로로 2015년 한국을 빛낸 이달의 무역인상, 자동차의날 자동차 산업 발전 유공 대통령 표창을 수여 받았다.

## 연혁
- 2005년 3월: 주식회사 티노스 설립(자동차 부품 사업, 멀티미디어 단말 사업)
- 2006년 10월: 미국 NetLogics ODM 계약 체결
- 2007년 2월: 미국 Microsoft 우수개발사례 선정
- 2008년 6월: 멀티미디어 단말기연구소 설립
- 2009년 3월: 벤처기업 등록(중소기업청)
- 2009년 3월: 이노비즈기업 선정(중소기업청)
- 2010년 4월: 헝가리 NavNGo 기술협력 계약
- 2011년 4월: 현대모비스 1차협력업체 등록
- 2011년 12월: 러시아 Navitel 기술협력 계약
- 2013년 3월: 안성 공장 신설
- 2013년 12월: 2천만불 수출의탑 수상(대통령표창)
- 2014년 3월: ISO/TS 16949, ISO 14001 인증 획득
- 2014년 3월: IP스타기업 선정(특허청)
- 2014년 3월: 직무보상우수기업 선정(특허청)
- 2014년 7월: 구매조건부 신제품개발사업 선정(중소기업청)
- 2014년 8월: 현대자동차 상용차부문 1차선행개발업체 선정
- 2014년 12월: 5천만불 수출의탑 수상(대통령표창)
- 2015년 1월: 한국을 빛낸 이달의 무역인상 표창 수상(무역협회)
- 2015년 5월: 자동차의날 자동차산업발전 유공 대통령표창 수상(산업통상자원부)
- 2015년 6월: 고성장기업 수출역량강화사업 선정(중소기업청)
- 2015년 9월: 구매조건부 신제품개발사업 선정(중소기업청)
- 2015년 9월: IP경영대상 최우수상 수상(특허청)
- 2015년 10월: ICT 이노베이션 대상 장관상 수상(미래창조과학부)
- 2015년 12월: 7천만불 수출의탑 수상(대통령표창)
- 2015년 12월: 매출 1천억원 돌파
- 2016년 6월: 월드클래스300기업 선정(중소기업청)

## 주요사업장
- 본사/연구소: 서울특별시 서초구 반포대로 25, 2층 한국자동차회관
- 공장: 경기도 안성시 원곡면 지문로 459-19
- 해외지사: 중국 인도 말레이시아